# Suzuki Yohei (1983)
Yohei Suzuki (sinh ngày 14 tháng 10 năm 1983) là một cầu thủ bóng đá người Nhật Bản.

## Sự nghiệp câu lạc bộ
Yohei Suzuki đã từng chơi cho Kawasaki Frontale.